# Phare de Mērsrags
Le phare de Mērsrags (en letton : Mērsraga bāka) est un phare actif qui est situé à Mērsrags dans la région de Kurzeme en Lettonie. Il est géré par les autorités portuaires de Riga.
Il est considéré comme monument culturel de Lettonie  depuis le 5 septembre 2005.

## Histoire
Le premier phare a été construit en 1875, et s'appelait la Française, à cause de sa fabrication française en tour préfabriquée, lanterne et système optique. Le phare a été gravement endommagé pendant la Première Guerre mondiale quand sa structure métallique a été déformée par un incendie. Son objectif avait été enlevé par l'armée russe. En 1920, une lumière provisoire a été réinstallée sur une tour en bois en attendant la remise en état du phare.
Le phare actuel a été reconstruit en 1922 et il est renforcé par huit inserts en fer forgé, les murs extérieurs étant gainés de placage métallique riveté.

## Description
Le phare  est une tour cylindrique blanche en  fonte à claire-voie de 39 mètres de haut, avec galerie et lanterne. Son feu isophase émet à une hauteur focale de 37 mètres, un éclat blanc toutes les 5 secondes. Sa portée nominale est de 15 milles nautiques (environ 28 km).
Identifiant : ARLHS : LAT-009 - Amirauté : C-3494 - NGA : 12228 - Numéro Lettonie : UZ-375 .

## Caractéristique duFeu maritime
Fréquence : 5 secondes (W)
- Lumière : 1 seconde
- Obscurité : 4 secondes

|               |
| Golfe de Riga |

|                      |
| Le phare de Mērsrags |

|             |
| La lanterne |

### Lien connexe
- Liste des phares de Lettonie